# Kunduz (rivier)
Kunduz is een rivier in Baghlan, Afghanistan.
De 420 kilometer lange rivier mondt uit in de Amu Darja
De rivier ontspringt in een gletsjergebied aan de noordzijde van de Koh-i-Baba. In de bovenstroom is de rivier ook bekend als Bamiyan, en verderop als Surkhab. Onderweg monden veel kleinere rivieren uit in de Kunduz, waaronder de Andarab bij de stad Doshi. Via Baghlan en Kunduz mondt de rivier uiteindelijk uit in de Amu Darja.